# Porta de Tiananmen
A Porta de Tiananmen (chinês tradicional: 天安門, chinês simplificado: 天安门) ou Porta da Paz Celestial, é um monumento famoso em Pequim, a capital da República Popular da China. É amplamente utilizada como um símbolo nacional. Primeiramente construída durante a dinastia Ming em 1420, Tiananmen é muitas vezes referida como a porta de entrada para a Cidade Proibida. No entanto, o Portão Meridian (午 门) é a primeira entrada para a Cidade Proibida, enquanto Tiananmen era a entrada para a Cidade Imperial, dentro da qual está localizada a Cidade Proibida. Tiananmen está localizada ao norte da Praça da Paz Celestial, em frente a praça da Avenida Chang'an.

## História
O monumento era originalmente chamado Chengtianmen (chinês tradicional: 承天門, chinês simplificado: 承天门, pinyin: Chéngtiānmén) ou "Porta da Aceitação ao Mandato do Céu e foi destruído e reconstruído várias vezes ao longo da história. O edifício original foi construído pela primeira vez no ano 1420 e foi inspirado em um portal de um edifício imperial de Nanjing com o mesmo nome e, portanto, herdou o nome Chengtianmen. O portão foi danificado por um [[Raio (meteorologia)|raio em julho de 1457 e foi completamente incendiado. Em 1465, o imperador Chenghua ordenou a Zi Gui (自 圭), o ministro da engenharia, para reconstruir o portão e o projeto foi alterado para a forma que se vê hoje. Ele sofreu outro golpe na guerra no final da Dinastia Ming: em 1644 o monumento foi incendiada pelos rebeldes liderados por Li Zicheng. Após o estabelecimento da dinastia Qing e da conquista manchu da China propriamente dita, o portão foi novamente reconstruído, a partir de 1645, e recebeu seu nome atual em 1651, quando a construção foi concluída. O portão de Tiananmen foi reconstruído novamente entre 1969 e 1970. O monumento tal como se apresentava tinha então 300 anos de idade e tinha muito deteriorado, em parte devido ao uso intenso nas décadas de 1950 e 1960. Como o portão era um símbolo nacional, o então primeiro-ministro Zhou Enlai ordenou que a reconstrução deveria ser mantida em segredo. Todo o portão estava coberto de andaimes e o projeto foi oficialmente chamado de "renovação". A reconstrução teve como objetivo deixar a aparência externa da porta inalterada, enquanto tornava-a mais resistente a terremotos e com comodidades modernas, como um elevador, abastecimento de água e sistema de aquecimento.